# Historic Hudson Valley
L’Historic Hudson Valley est une organisation américaine à but non lucratif qui cherche à promouvoir le patrimoine culturel de la vallée de l'Hudson. Elle a son siège à Tarrytown, dans l'État de New York. Elle a été fondée en 1951 par John Davison Rockefeller Junior.

## Sites

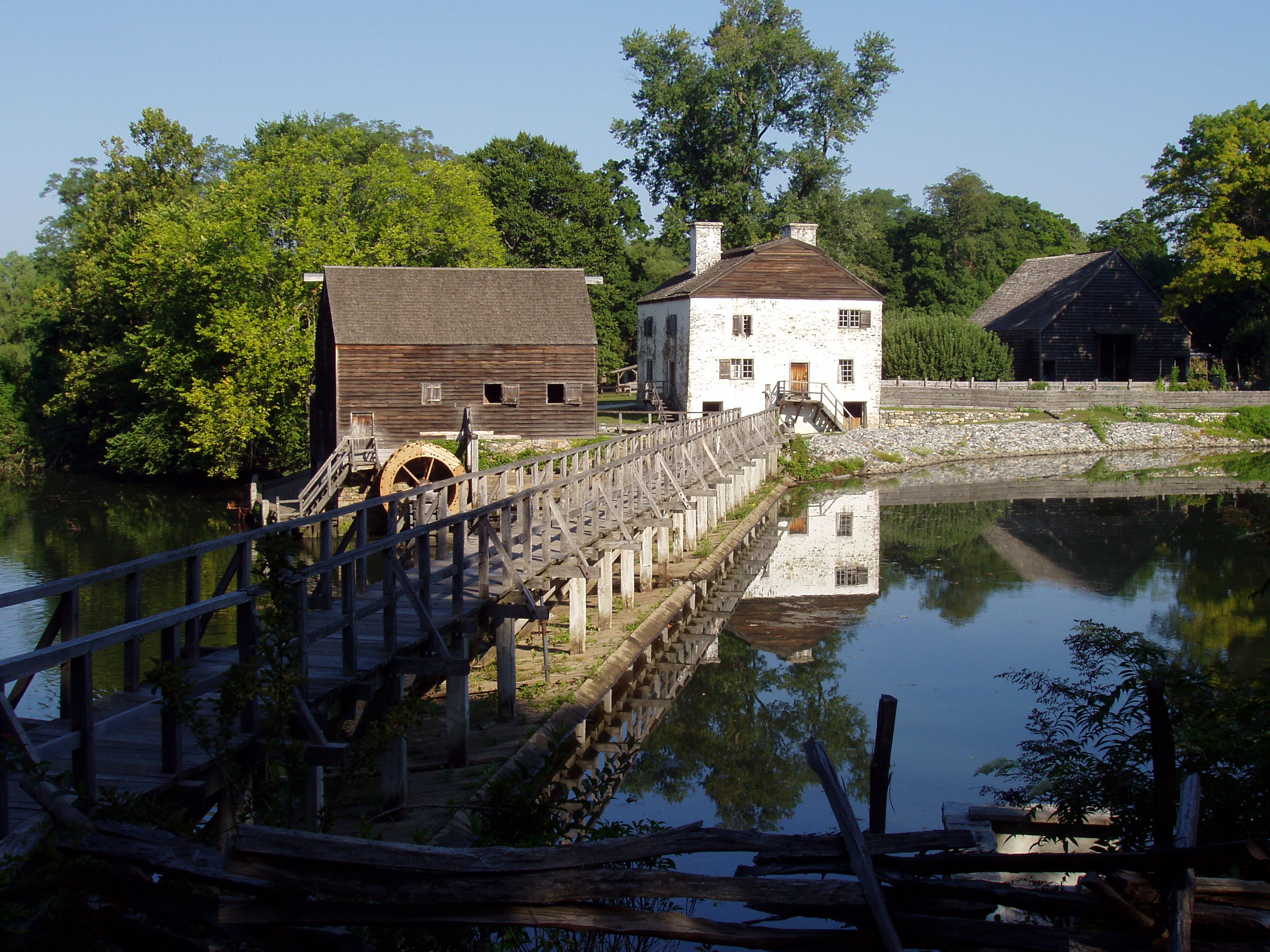
La maison et le moulin à aubes de Philipsburg Manor House sont gérés par l'Historic Hudson Valley.

L'Historic Hudson Valley gère 5 sites historiques dans le comté de Westchester, tous accessibles en visites guidées :
- Kykuit (en), propriété des Rockefeller à Pocantico Hills (en) (Mount Pleasant), appartenant aujourd'hui au National Trust for Historic Preservation.
- Philipsburg Manor House (en), à Sleepy Hollow.
- Sunnyside, dernière résidence de Washington Irving, à Tarrytown.
- Union Church of Pocantico Hills (en), à Pocantico Hills (en).
- Van Cortlandt Manor (en), in Croton-on-Hudson.